# Vương tước
Xem các nghĩa khác tại Vương.
Vương (chữ Hán: 王; tiếng Anh: King hoặc Royal Prince) hay Chúa là xưng vị hay tước vị của chế độ phong kiến Đông Á, đứng đầu một Vương quốc, Thân vương quốc hay dành cho hoàng thân nam giới của Hoàng tộc. Từ Vương Công là cách gọi khác của Vương tước.
Tước vị này sử dụng cho chế độ tước vị của nam giới tại các nước Trung Hoa, Việt Nam, Nhật Bản và Triều Tiên. Tại Châu Âu, cả King và Prince đều tương đương với Vương ở chuyển nghĩa ngôn ngữ Đông Á, dù thực chất địa vị của hai tước hiệu này về cơ bản là khác nhau hoàn toàn.

## Từ nguyên
Tùy giai đoạn hoặc quốc gia, tước Vương có thể có nhiều ý nghĩa, nhưng nhìn chung ở Đông Á thì thông dụng nhất là:
- Quốc vương (國王), dành cho các người cai trị Vương quốc độc lập hoặc chư hầu.
- Nhiếp chính vương (攝政王), dành cho vương tước nắm quyền nhiếp chính ở vương quốc hoặc đế quốc, có quyền lực chính trị khuynh đảo hệ thống chính trị quân chủ, thời hạn cai trị tạm thời cho đến khi nguyên thủ đủ khả năng cai trị quốc gia và không thể cho thừa kế cho con cháu.
- Phó quốc vương (副王,viceroy), còn gọi là phó vương, có địa vị chính trị cao hơn thân vương và dưới quốc vương, là người phụ tá nguyên thủ trong việc cai trị Vương quốc độc lập hoặc chư hầu, thường phong cho vị vương tước khống chế quyền lực chính trị của hệ thống chính trị quân chủ trong tay. Ví dụ: những vị vương tước nắm quyền nhiếp chính như chúa Trịnh giữ tước vị phó quốc vương. Tuy nhiên đôi khi ở một vài đế quốc cũng có phó vương làm phụ tá cho hoàng đế trong việc cai trị đế quốc tuy rằng đó là trường hợp không gặp nhiều như phó vương ở các vương quốc. Tước vị phó vương tuy không có uy quyền bằng tước vị nhiếp chính vương nhưng có thể cai trị lâu dài thậm chí cai trị suốt đời và có thể cho thừa kế cho con trưởng của phó vương với vợ cả của phó vương.
- Thân vương (親王), dành cho các Hoàng tử, có đất phong cấp phủ trong phạm vi Đế quốc.
- Quận vương (郡王), dành cho các Hoàng tử, có đất phong cấp quận trong phạm vi Đế quốc.

Tước hiệu Vương thường được dùng chuyển ngữ tương đương cho nhiều tước hiệu khác nhau trong các ngôn ngữ châu Âu. Khi chuyển ngữ tương đương cho các tước hiệu trong tiếng Anh, thuật ngữ "Quốc vương" dùng chuyển ngữ cho tước hiệu King, "Thân vương" cho Prince, và ở mức độ hiếm hơn, "Quận vương" cho Count (tương đương Bá tước). Tuy nhiên, cách chuyển ngữ này không phản ánh chính xác hoàn toàn mối tương quan giữa các tước hiệu này. Trong hầu hết ngôn ngữ châu Âu, các tước hiệu tương đương King và Prince trong tiếng Anh đều có thể chỉ đến những vị quân chủ cai trị lãnh thổ độc lập với nhau. Ngoài ra, cũng tồn tại một ngữ cảnh khác khi thuật ngữ Prince còn có thể dùng để chỉ các hậu duệ nam trực hệ (con và cháu nội) của các vị quân chủ mang tước hiệu Hoàng đế (Emperor), Quốc vương (King) hoặc Đại công tước (Grand duke) và Công tước (Duke). Điều này có thể gây nhầm lẫn trong việc chuyển ngữ thuật ngữ Prince của một số tài liệu Việt ngữ, khi không phân biệt được ngữ cảnh sự khác biệt giữa tước hiệu (Thân vương) với danh vị (Hoàng tử, Vương tử, Công tử). Ví dụ như "Prince Dorgon" được chuyển ngữ từ "Hoàng tử Đa Nhĩ Cổn", nhưng nếu "Dorgon, Prince Rui" thì được chuyển ngữ từ "Duệ Thân vương Đa Nhĩ Cổn".
Ở một mặt ngôn ngữ ngoài tiếng Anh, Vương cũng có thể ám chỉ Basileus của nhà nước Hy Lạp cổ, Malik của ngữ tộc Semit, Pharaoh của Ai Cập cổ đại hay Padishah của Ba Tư với tư cách là quân chủ độc lập. Ngoài ra với tư cách là thành viên hoàng gia/vương thất thì có Sheikh và Emir của tiếng Ả Rập, Şehzade của Đế quốc Ottoman, Shahzadeh của Iran cùng Mirza của nhà nước Ấn Độ Hồi giáo.

## Trung Quốc

### Như một quân chủ
Vương là xưng vị cao nhất của các vị Thiên tử Trung Hoa kể từ đời nhà Thương cho đến trước thời Tần Thủy Hoàng.
Trước đời nhà Thương, các vị thiên tử Trung Hoa được gọi là Hoàng (皇) hoặc Đế (帝). Khi Thiên tử còn sống thì gọi là Bá (伯), sau đổi sang dùng Hậu (后), khi qua đời thì gọi là   Đế (帝), từ giữa nhà Thương thì đặt tôn xưng Vương (王). Các Thiên tử nhà Chu đều xưng là Vương, kể cả khi còn sống hay đã qua đời, do đó trong thời kỳ ấy không có ["tước Vương"], vì đó ám chỉ Thiên tử rồi.
Nhưng khi nhà Chu suy yếu ở thời Đông Chu, các chư hầu vốn chỉ cao nhất là Công tước, nay cũng tự thấy vị thế của mình không đáng phải thần phục nhà Chu nữa mà bắt đầu xưng Vương, sớm nhất trong số đó là Sở Vũ vương. Điều này dựa trên việc khi này nước Sở đã làm chủ phương Nam, quốc lực cường thịnh, có thể thấy mình ngang với Thiên tử mà xưng làm Vương, nhưng vị hiệu [Vương] này của các Vua Sở cũng chỉ là tự xưng chứ không phải thụ phong, và triều đình nhà Chu cùng những thế lực chống phá nước Sở không công nhận việc tự xưng này. Khi Đông Chu bắt đầu đi vào giai đoạn giữa, không chỉ Sở mà đến nước Tần cũng xưng Vương, đến thời Chiến Quốc thì cả 7 nước chư hầu lớn đều xưng Vương.
Sau khi Tần Thủy Hoàng thống nhất Trung Quốc, do ông thấy tước Vương đã không còn đủ tôn quý dành cho Thiên tử, nên quyết định lập tước vị Hoàng đế, thì Vương trở thành danh hiệu cao thứ hai, dùng để phân phong cho các Hoàng tử được ban đất phong, đây là mô phỏng theo chế độ chư hầu của nhà Chu.

### Như một hoàng thân hoặc chư hầu
Thời Tào Ngụy và Tây Tấn, triều đình Trung Hoa bắt đầu hình thành hai cấp tước Vương; lớn nhất là phong hiệu một chữ ["Nhất tự vương"; 一字王], tức lấy tiểu quốc mà cấp làm đất phong, cũng gọi Thân vương (親王). Loại thứ hai là phong hiệu hai chữ của quận, huyện làm đất phong, tức ["Nhị tự Vương"; 二字王], cũng gọi Quận vương (郡王). Tước Quận vương khi ấy dùng cho con cháu kế tự của Thân vương, hoặc cũng dùng để phong cho công thần. Mô thức này kéo dài đến hết nhà Minh. Sang thời nhà Thanh, các tên hiệu của tước Vương đa phần chỉ còn mà mỹ hiệu mà không phải địa danh, tương tự Công chúa.
Các triều đại sau dùng tước Vương trong rất nhiều trường hợp, tỉ mỉ như sau:
1. Phong cho các Hoàng tử, dù người này có thể có đất đai cụ thể với tư cách là chư hầu; hoặc chỉ là chức danh Vương trên danh nghĩa và hưởng chế độ bổng lộc chứ không có ấp phong thực địa riêng. Theo đầu thời nhà Hán, di huấn của Hán Cao Tổ Lưu Bang có nói rõ, không phải họ Lưu thì không phong Vương.
2. Phong cho quyền thần khác họ. Nhiều trong số những người khác họ với hoàng tộc được ban tước Vương do tác động, đòi hỏi của chính họ với vai trò quyền thần và Hoàng đế phải làm theo đề nghị phong vương của họ, dù không mong muốn như vậy. Trường hợp điển hình của các quyền thần ép vua phong Vương là Tào Tháo ép Hán Hiến Đế phong mình làm "Ngụy vương", từ đó cũng tạo ra tiền đề quyền thần có tước Vương dù không phải người trong hoàng thất. Tiếp theo đó, Tư Mã Chiêu ép Ngụy Nguyên Đế phong mình làm "Tấn vương", Lưu Dụ ép Tấn An Đế phong làm "Tống vương"...
3. Phong cho công thần khác họ. Hầu hết các trường hợp quyền thần sau khi được phong Vương đều đã cướp ngôi Hoàng đế hoặc để tránh mang tiếng đã để lại việc cướp ngôi đến đời con mới thực hiện. Một số trường hợp ít hơn là các công thần được vua ban cho ân sủng nhờ công lao lớn đối với triều đình, điển hình nhất trong lịch sử Trung Quốc là Quách Tử Nghi được Hoàng đế nhà Đường ân phong là "Phần Dương vương" vì có công dẹp loạn An Sử.
4. Trong một số trường hợp khác, việc ban tước Vương của hoàng đế Trung Hoa nhằm đổi lấy hòa bình, hạn chế sự chống đối của các lực lượng cát cứ. Điển hình là trường hợp tướng Sử Tư Minh dưới quyền An Lộc Sơn làm phản nhà Đường, sau đó mang 10 vạn quân và 13 quận Hà Bắc rộng lớn về hàng. Nhà Đường phong cho Tư Minh làm "Quy Nghĩa vương" để vỗ về.
5. Tước hiệu Hoàng đế Trung Quốc ban cho các quân chủ nước chư hầu xung quanh mà Trung Quốc không thể xâm chiếm để trực tiếp cai trị như với các quận, huyện tại nước mình, hay thời Trung Quốc chia thành nhiều nước trong đó có nước lớn và nước nhỏ mà nước lớn không thể xâm chiếm lãnh thổ nước nhỏ đó (như trường hợp thời Tam quốc Ngụy Đế Tào Phi phong cho Tôn Quyền làm "Ngô vương" là nước nhỏ hơn nhưng không thể xâm chiếm). Một số trường hợp khác là Hoàng đế Trung Quốc phong cho các Hoàng đế Việt Nam làm "Giao Chỉ quận vương" (交阯郡王) hay "An Nam quốc vương" (安南國王) - một cách thừa nhận độc lập trên thực tế, lệ thuộc trên danh nghĩa.

Đặc biệt, trong lịch sử Trung Hoa có một tước vị cao hơn Vương nhưng thấp hơn Hoàng Đế. Tước vị này chỉ phong cho con cháu của Khổng Tử, gọi là Diễn Thánh Công (衍聖公). Vào thời Thanh, địa vị của Diễn Thánh Công lên đến tột đỉnh. Xa giá của Diễn Thánh Công có thể đi thẳng qua cổng chính Ngọ Môn, nơi chỉ dành riêng cho Hoàng Đế.

## Việt Nam
Trong lịch sử Việt Nam, Vương là xưng hiệu của Thiên tử Việt Nam, sau đó khi thế nước mạnh lên, các Thiên tử xưng Hoàng đế để tỏ ra ngang hàng với Trung Hoa thì Vương không còn là tước cao nhất.
Các quân chủ xưng Vương: 
- Kinh Dương Vương cai trị nước Xích Quỷ.
- Hùng Vương - theo truyền thuyết là thế tập 18 đời, cai trị quốc gia Văn Lang.
- An Dương Vương - theo truyền thuyết là người đã đánh bại các Hùng Vương, thành lập nhà nước Âu Lạc.
- Trưng Nữ Vương - đánh bại Thái thú nhà Hán là Tô Định, sau bị Phục Ba tướng quân Mã Viện càn quét.
- Triệu Việt Vương - được Lý Nam Đế trao quyền kế tục nhưng để tỏ ra khiêm nhường, tôn trọng Lý Đế nên chỉ xưng Vương chứ không xưng Đế.
- Ngô vương Quyền - tức Ngô Quyền, người đã đánh bại đội quân của Nam Hán, bắt đầu thời kỳ Giao Châu tách ra khỏi Trung Nguyên.
- Dương Bình Vương - xen giữa vương triều họ Ngô của Ngô Quyền.
- Ngô Xương Ngập và Ngô Xương Văn - con cháu Ngô Quyền, đều xưng Vương và cùng tại vị.

Trong quan hệ ngoại giao với Trung Quốc, để tránh xung đột không cần thiết vì các triều đại Trung Quốc quan niệm thế giới chỉ có một Hoàng đế (xem bài Thiên tử và Thiên mệnh); các Hoàng đế Việt Nam thường tiếp nhận và sử dụng danh hiệu [An Nam quốc vương; 安南國王] do triều đình Trung Quốc ban phong để quan hệ ngoại giao với họ.
Khi xưng là Hoàng đế, thì "Vương" là một tước hiệu cho thành viên hoàng thất. Các trường hợp phong vương áp dụng trong lịch sử Việt Nam cũng tương tự như trong lịch sử Trung Quốc:
1. Vương có thể là tước phong cho Hoàng tử, tước phong cho công thần hoàng tộc. Những người này có thể có thực ấp hoặc chỉ có danh vị không, tùy vào tình thế thời đại và quy chế lúc bấy giờ. Các vị Vương của nhà Triệu[1], nhà Lý và nhà Trần đều có thực ấp, đất phong và lực lượng riêng để gây dựng cơ nghiệp, lúc này Vương cũng như các chư hầu thời nhà Chu và nhà Hán, như một tiểu quân chủ. Đến khi Hậu Lê phục quốc, đều áp dụng chính sách bổng lộc, hạn chế đất phong và binh quyền, tước Vương khi ấy chỉ là danh vị cao quý mà không còn như một tiểu quân chủ nữa. Tên hiệu của tước Vương thời Lý-Trần đa phần là mỹ hiệu, rồi nhóm các đất phong lại làm thực ấp riêng.
2. Đời nhà Trần thêm quy chế đặc biệt, theo đó, các tước Vương vào làm Tể tướng đều xưng là "Công" (公), chỉ có Thân vương thì được phục lại tước "Vương".
3. Theo quan chế nhà Lê sơ, tước Vương chỉ phong cho Hoàng tử hoặc con cả của Hoàng tử đó. Hoàng tử được phong lấy 1 chữ trong tên phủ làm hiệu, ví như Thân vương ở phủ Kiến Hưng thì được gọi là "Kiến vương". Con cả của Thân vương, tức là "Tự Thân vương" (嗣親王) thì được phong thì lấy toàn bộ tên huyện làm hiệu; ví như Tự Thân vương ở huyện Hải Lăng thì gọi là "Hải Lăng vương".
4. Thời nhà Nguyễn, Vương là tước vị cao nhất trong 20 bậc tôn tước phong cho hoàng tộc, và chỉ khi có công trạng mới được phong, gồm các bậc "Thân vương" và "Quận vương". Bình thường kể cả các Hoàng tử đều chỉ phong Công tước với nhiều cấp bậc, như Thân công (親公), Quốc công (國公) và Quận công (郡公). Cũng như triều Lê, tên của Vương, công triều Nguyễn cũng đều là tên địa danh, cao nhất là phủ rồi huyện. Ví dụ như Thọ Xuân Vương Miên Định, phong hiệu "Thọ Xuân" là tên huyện.
5. Phong Vương nhằm biểu dương công thần. Như trường hợp năm Ất Mùi (1175), Lý Anh Tông dị mệnh ban Tô Hiến Thành quyền Nhiếp chính quốc sự, gia thêm tước Vương[2]. Hay như năm Giáp Ngọ (1234), Trần Thái Tông gia phong Thái phó triều Lý là Phùng Tá Chu là "Hưng Nhân vương". Hay như cuối thời Lê sơ, Mạc Đăng Dung chủ động tạm lui về quê nhà Cổ Trai thuộc xứ Đông khi đang ở đỉnh cao quyền lực (giai đoạn 1525-1527) để quan sát tình hình và tránh những lời gièm pha chuyên quyền sau khi liên tục được vua nhà Lê gia tăng chức tước bởi công lao dẹp loạn, giữ ổn định chính sự trong nhiều năm. Tháng 4 năm 1527, Lê Cung Hoàng sai đình thần cầm cờ tiết đem kim sách, áo mão thêu rồng đen, đai dát ngọc, kiệu tía, quạt vẽ, lọng tía đến Cổ Trai, tấn phong Mạc Đăng Dung làm An Hưng vương, gia thêm cửu tích.
6. Trường hợp lấy lòng người cát cứ để tránh chiến tranh, điển hình trong lịch sử Việt Nam là việc dùng tước Vương phong cho tản quan[3]. Như vào năm Mậu Tý (1228), Trần Thái Tông đã gia phong cho sứ quân Nguyễn Nộn làm "Hoài Đạo Hiếu Vũ vương".

Trong đa số trường hợp khác, phong Vương cho người ngoài hoàng tộc là việc làm bị quyền thần bắt buộc của Hoàng đế. Đòi phong Vương để chuẩn bị cướp ngôi như Hồ Quý Ly; hoặc ngại tránh mang tiếng cướp ngôi thì làm tước thế tập nhiều đời như các chúa Trịnh. Việc xưng Vương của các chúa Nguyễn vốn không phải là được phong mà thực chất là lặp lại quá trình thăng tiến dần đến đích của một vùng lãnh thổ trở thành quốc gia độc lập tại Nam Hà, dù trên danh nghĩa người đứng đầu nó vẫn là thần tử nhà Lê.
Theo giai thoại dân gian Việt Nam, vào thời Nguyễn, đã từng có một câu đối được đưa ra có liên quan đến chữ Vương, câu đối do một người Pháp đưa ra: 'Vương là vua, rút ruột vua phân chia ba đoạn". Giải nghĩa là: chữ Vương (viết bằng chữ Hán: 王) nếu bỏ gạch ở chính giữa sẽ thành chữ Tam (三) và có nghĩa là ba (3). Ý của người ra vế đối là có ý chê vua không có tài, để cho đất nước bị chia cắt làm ba miền. Và câu đối này đã được một nho sinh Việt Nam đối lại khá chỉnh: "Tây là tây, chặt đầu tây phanh thây bốn mảnh", trong đó Tây viết bằng chữ Hán là 西, bỏ đầu thì thành 四, tức là tứ (4).  Còn có một câu đối Việt Nam khác nữa là "Dầu vương cả đế". 

## Châu Âu

### Như mộtKing

Vương miện Thánh Edward, dùng cho một vị King hay Queen của Anh.

Tước hiệu [Vương] ở tiếng Anh có thể dịch thành [King], tương đương "Quốc vương" lẫn [Prince], tương đương với "Thân vương", cả hai đều là tước hiệu của một vị Vua nói chung của thể chế Châu Âu, trong đó [Prince] lại thiên về những người con của Vua, tức kiểu gọi Hoàng tử, Vương tử nếu nói theo ngôn ngữ Đông Á.
Danh vị [King] biểu thị quân chủ của một Vương quốc, và trái với Prince, thì King luôn luôn biểu thị một quân chủ nhất định và không bao giờ biểu thị vị thế "con của Vua" như Prince thường biểu thị. Danh xưng này bắt nguồn từ [cyning] của tiếng Anh cổ thời Anglo-Saxon, được dịch lại và chuyển ngữ để tương đương với Rex của tiếng Latinh. Sau sự tan rã của Đế chế Byzantine, Châu Âu rơi vào sự hình thành [Những chính quyền Vương quốc man di; Barbarian kingdoms], rồi hình thành nên Đế chế Carolingian của người Frank cùng Vương quốc Anh của người Anglo-Saxon. Sự tan rã của Carolingian tiếp tục dẫn đến những nền quân chủ phong kiến khi chia chác lãnh thổ cố định bởi các chư hầu hoặc thế lực địa phương, hình thành nên Vương quốc Pháp ở Trung Âu, một trong những Kingdom hùng mạnh nhất lịch sử. Và đến thời kỳ cận đại, Châu Âu đã hình thành những [Kingdom] có ảnh hưởng toàn lịch sử, ngoài Anh và Pháp còn có Bồ Đào Nha, Castilla và Aragon của bán đảo Iberia; Sicily, Sardinia và Serbia ở Nam Châu Âu, và Hungary, Ba Lan, Bohemia, Thụy Điển, Đan Mạch, ... ở phía Đông và Bắc Âu.
Sự hình thành nhà nước Châu Âu thường đi theo là các chính phủ như Nghị viện, dẫn đến ở một vài trường hợp thì một vị King có thể cai quản nhiều hơn một Vương quốc. Điển hình là nhà Stuart trước khi hợp nhất năm 1707, đã quản cả 3 vương quốc là Anh, Scotland cùng Ireland. Và tuy King cũng thường xem là "một bậc thấp hơn" nếu so với [Emperor], tương tự Chư hầu Vương so với Hoàng đế ở Đông Á, song sự tự chủ và quyền hạn của một King vẫn rất lớn mạnh và đủ khả năng đối chọi với một Emperor, điển hình là việc Vương quốc Pháp luôn cạnh tranh với Thánh chế La Mã.

### Như mộtPrince

Mũ miện của một Prince tại Anh.

Còn danh xưng [Prince] là một từ được lấy từ tiếng Latinh là [princeps], có nghĩa là "bậc đứng đầu tất cả, chúa tể và người cai trị". Từ này được dùng để chỉ các lãnh đạo của Viện nguyên lão La Mã, tức Princeps senatus. Tại các nước nói tiếng Anh, sự nổi tiếng nhất về tước hiệu này chính là ám chỉ Thân vương xứ Wales, tước vị dành cho một Trữ quân theo truyền thống của nước Anh, vị Prince này cai trị Thân vương quốc Wales, một quốc gia nằm ở rìa Tây của Anh, nói tiếng Wales và nằm trong quyền sở hữu lãnh địa của Vương quốc Anh.
Sau đó, Prince trở thành một loại tước hiệu thường là cao nhất trong hệ thống tước phong của một Vương quốc, hoặc là một người thủ lĩnh của một Thân vương quốc. Từ thời kỳ Đế quốc Byzantine, các Prince sở hữu những lãnh địa tự chủ riêng nhưng nằm trong một khối Đế quốc Hoàng quyền thống nhất (giống tình trạng Chư hầu Vương của các triều đại Đông Á), đến trước thế kỉ 13 thì ngay cả một lãnh chúa cũng có thể tự xưng Prince để biểu thị quyền uy chỉ dưới Hoàng đế (Emperor) và Quốc vương (King). Sau thời Trung Cổ đến trước Cách mạng công nghiệp diễn ra, khắp Châu Âu có gần 200 xứ sở mà Prince trị vì với tư cách là một vị vua, nằm rải rác chủ yếu ở Ý và Đức.
Suốt thời kỳ này, Prince gần như là một từ nghe hoành tráng hơn monarch để chỉ vua chúa nói chung, mà không kể tước hiệu cụ thể của vị vua chúa ấy là gì, điều này có thể chứng minh qua cuốn [Il Principe] của Niccolò Machiavelli.
Trước năm 1714, các Vương tử và Vương nữ - con trai và con gái của quân chủ Anh không có bất kỳ danh xưng cụ thể nào trừ tước hiệu mà mình được tấn phong, và Prince duy nhất vào thời điểm ấy được biết đến là Thân vương xứ Wales. Cách dùng Prince và Princess trong thời kỳ này chỉ là một cách xác định ví von biểu thị địa vị của Vương tử hoặc Vương nữ ấy, đó vẫn không phải là tước xưng chính thức. Sau khi Quốc vương George I của nhà Hanover lên ngôi, vương thất Anh bắt đầu dùng "Prince" để ám chỉ các con trai cùng cháu trai của quân chủ đang trị vì, do vậy có thể thấy từ thời kỳ này trở đi, cho dù là tước phong quý tộc Công tước hay Hầu tước, Bá tước thì các Vương tử hoặc Vương tôn đều có tước xưng Prince ngay trước tên thánh của mình. Kèm theo đó, họ có được dùng kính ngữ His Royal Highness (gọi tắt là HRH).
Dưới sự ảnh hưởng của tiếng Anh cùng sự lan tỏa của Vương thất Anh dưới thời Nữ vương Victoria và Quốc vương Christian IX, cách dùng Prince ám chỉ Vương tử, Hoàng tử và Princess ám chỉ Vương nữ, Hoàng nữ ngày càng phổ biến. Về ý nghĩa thực sự, cũng như Infante của Tây Ban Nha và Bồ Đào Nha, tước xưng Prince có sự phức tạp đáng kể, do vậy cách tốt nhất vẫn là xem xét vai vế mà dịch thuật, hoặc là giữ nguyên như tước hiệu Infante vậy. Ví dụ Prince Philip, Công tước xứ Edinburgh - chồng của Nữ vương Elizabeth II, ông được gọi là [HRH The Prince Philip, Duke of Edinburgh], nhưng không thể dịch thành "Vương tử", mà thường là "Vương phu" hoặc phổ biến là "Vương tế/ Hoàng tế". Trong khi đó, Prince George xứ Wales - cháu Đích tằng tôn của Nữ vương, hiện là cháu nội của Quốc vương Charles III được gọi là [HRH Prince George of Wales], cũng không thể dịch thành "Hoàng tử" hay "Vương tử" theo nghĩa thông thường do George không phải là con của quân chủ, mà là cháu nội của quân chủ (tức "Vương tôn"). Vì vậy, trong các tài liệu Việt ngữ thường dùng chung danh xưng Hoàng thân cho các trường hợp tước xưng là Prince và danh xưng Thân vương cho các trường hợp tước vị là Prince.